# Bengt G. Andersson
Bengt Gunnar Andersson, född 11 mars 1938 i Hubbo församling i Västmanlands län, är en svensk politiker och revisor bosatt i Västerås.
Andersson valdes till partiledare för Ny demokrati på en extra partistämma den 18 januari 1997. Han hade tidigare varit förste vice ordförande sedan 1995 och ekonomiansvarig för partiet. Senare samma år lämnade Andersson partiet på grund av "de hot som bland annat AFA riktade mot Ny Demokrati".
Senare valdes Bengt G. Andersson till vice ordförande för Sveriges pensionärers intresseparti (SPI).